# Chiến dịch tấn công Spas–Demensk
Chiến dịch tấn công Spas–Demensk là hoạt động quân sự mở đầu của Chiến dịch Smolensk (1943), diễn ra từ ngày 7 đến ngày 20 tháng 8 trên khu vực Sluena (???) - Dyuki (???) - Spas Demensk - Bakhmutovo với trung tâm là thành phố Spas Demensk giữa Phương diện quân Tây (Liên Xô) và cánh trung tâm của Cụm tập đoàn quân Trung tâm (Đức Quốc xã). Sau một tuần tấn công, ngày 13 tháng 8, quân đội Liên Xô giải phóng thành phố Spas Demensk. Sau hai tuần tấn công quân đội Liên Xô tiến về phía Tây từ 10 km (ở cánh Bắc) đến 40 km (ở cánh Nam); đánh thiệt hại nặng 11 sư đoàn Đức. Do Chiến dịch tấn công Dukhovshina-Demidov lần thứ nhất của Phương diện quân Kalinin đánh không thắng và bị đình chỉ, tướng V. D. Sokolovsky, Tư lệnh Phương diện quân Tây đã dừng chiến dịch để chuẩn bị cho bước tiến công tiếp theo vào Yelnya-Dorogobuzh.

## Tình huống mặt trận
Cùng với Dukhovshina, Yartsevo và Yelnya, Spas-Demensk là một trung tâm phòng ngự mạnh trên tuyến đầu của Cụm tập đoàn quân Trung tâm (Đức) trên khu vực phía Tây tuyến Smolensk - Roslavl. Sau khi buộc phải rút khỏi chỗ lồi Rzhev - Vyazma, Cụm tập đoàn quân Trung tâm (Đức) đã xây dựng nhiều tuyến phòng thủ. Trong đó cụm cứ điểm Spas-Demensk và ba tiền đồn quan trọng là Sluena, Dyuki và Bakhmutovo có nhiệm vụ che chắn từ xa cho Roslavl.
Đây cũng là khu vực mà quân đội Liên Xô tại "chỗ lồi" Sukhinichi đã nhiều lần đột phá trong mùa đông 1942-1943 nhưng chưa vượt qua được. Căn cứ vào tin tức tình báo và kết quả các trận đánh trinh sát, bắt và khai thác tù binh do các tập đoàn quân của Phương diện quân Tây tiến hành, tướng V. D. Sokolovsky quyết định chọn hướng Spas-Demensk là đánh mở đầu cho Chiến dịch giải phóng Smolensk - Roslavl.

## Binh lực và kế hoạch
Vào đầu tháng 7, cánh quân chủ lực của Phương diện quân Tây (Liên Xô) do trung tướng Vasily Danilovich Sokolovsky chỉ huy gồm Tập đoàn quân cận vệ 10, các tập đoàn quân 10, 21, 33, 49 và 68; Quân đoàn cơ giới 5, Quân đoàn kỵ binh cận vệ 6 và Tập đoàn quân không quân 1. Trận tuyến của cánh quân này rộng trên 250 km trải dài từ Mazovya (???) qua phía Bắc Sluena và Dyuki, qua phía Đông Bakhmutovo đến Malye Savki phía Tây Kirov. Trên cánh cực Bắc của Phương diện quân Tây gồm các tập đoàn quân 5 có nhiệm vụ phối hợp với Phương diện quân Kalinin tiến hành chiếm dịch Chiến dịch Dukhovshina-Demidov. Trong quá trình chiến dịch, Phương diện quân Tây còn được tăng cường Quân đoàn xe tăng cận vệ 2, đơn vị xe tăng nổi tiếng với Cuộc đột kích Tatsinskaya trong Chiến dịch Sao Thổ
Quân Đức đóng đối diện với Phương diện quân Tây gồm Tập đoàn quân 4, một phần Tập đoàn quân xe tăng 2 và từ ngày 17 tháng 8, có thêm cánh bắc Tập đoàn quân 9 tham chiến. Quân Đức bố trí phòng thủ có chiều sâu, nhiều hỏa điểm mạnh. Các tiền đồn tại Sluena, Dyuki, Bakhmutovo đều bố trí nhiều pháo chống tăng. Riêng thành phố Spas-Demensk được xây dựng thành một cụm cứ điểm với nhiều trung tâm phòng ngự mạnh và cũng được mệnh danh là "pháo đài của Quốc trưởng".

## Diễn biến

### Trên hướng trung tâm
Từ ngày 3 đến ngày 6 tháng 8 năm 1943, các tập đoàn quân của Phương diện quân Tây và Phương diện quân Kalinin đều mở các trận đánh trinh sát chiến đấu cấp trung đoàn để xác định lần cuối cùng các vị trí bố phòng của quân Đức trên tiền duyên và tìm những chỗ yếu trên hệ thống phòng thủ đó. Căn cứ các đợt phản pháo bắn chặn của pháo binh Đức vào các toán kỵ binh trinh sát thọc sâu của quân đội Liên Xô cho thấy chiều sâu của các tuyến phòng ngự của Cụm tập đoàn quân Trung tâm có thể lên đến trên 180 km chứ không chỉ là 80 đến 100 km như dự tính. Kết quả trinh sát chiến đấu cộng với các tin tức của tình báo mặt trận và quân du kích báo cáo về cho thấy hướng Spas Demensk - Roslavl là hướng có nhiều triển vọng hơn cả. Ỷ vào các tuyến sông Borba, Snopot, Desna và Oster che chở, Tập đoàn quân 4 (Đức) chỉ bố trí tại hướng này các đơn vị bộ binh trấn giữ các cứ điểm phòng thủ Mazovo, Sluena, Lyuky và đầu mối sắt Bakhmutovo trên tuyến 1; các cứ điểm Terekino (???), Potapovo, Ilovets, Zemtsy và Voronovo (???) trên tuyến 2. Spas Demensk là trung tâm phòng ngự của tuyến 1 và tuyến 2, Roslavl là trung tâm phòng ngự của tuyến 3. Nếu mở được cả ba tuyến này và chiếm được Roslavl, quân đội Liên Xô không những sẽ tạo được thế chia cắt Tập đoàn quân 4 với Tập đoàn quân 9 (Đức) mà còn tạo khả năng cô lập Smolensk từ phía Nam. Vì vậy, Bộ chỉ huy Phương diện quân Tây quyết định chọn hướng này là hướng đột kích chính. Các đơn vị dự bị mạnh của phương diện quân được điều đến hướng này. Quân đoàn kỵ binh cận vệ 2 (3 sư đoàn kỵ binh, 3 trung đoàn xe tăng) được tăng cường cho Tập đoàn quân 33. Quân đoàn cơ giới được tăng cường cho Tập đoàn quân 10.
4 giờ 30 phút sáng ngày 7 tháng 8, pháo binh của Phương diện quân Tây đồng loạt nổ súng vào các vị trí phòng thủ của quân Đức trên tuyến đầu. Tập đoàn quân không quân 1 và Tập đoàn quân không quân tầm xa đã xuất kích 1.200 phi vụ ban ngày và khoảng 200 phi vụ ban đêm, oanh tạc các cứ điểm phòng thủ của quân Đức ở tuyến sau. Sau 90 phút pháo kích, 241 dàn Katyusha bắt đầu trút đạn lên các vị trí phòng thủ kiên cố của quân Đức được xác định tọa độ trên các bản đồ. 6 giờ 30 phút, các mũi đột kích chủ yếu của các tập đoàn quân 10, 5, 33 và cận vệ 10 bắt đầu xung phong vào các tuyến chiến hào đầu tiên của Quân đoàn bộ binh 12 (Đức). Gượng dậy qua các đợt pháo kích, quân Đức phản kích quyết liệt. Thượng tướng Kurt von Tippelskirch, chỉ huy Quân đoàn bộ binh 12 (Đức) cố gắng giữ các vị trí quan trọng tại tuyến 1 và khu phòng thủ Spas Demensk trong mấy ngày để chờ các lực lượng cơ giới mạnh ở tuyến được điều lên phản kích. Chiến sự ác liệt diễn ra tại dải tấn công của Tập đoàn quân cận vệ 10. Tại làng Veselukha (???), trung úy I. S. Povoroznyuk chỉ huy một trung đội xe tăng thuộc Trung đoàn xe tăng độc lập 119 đã phá hủy 2 xe tăng, 2 pháo tự hành đốt cháy một kho nhiên liệu của quân Đức. Tại làng Budy (???), Trung úy cận vệ A. V. Sosnovsky đã chỉ huy đại đội của mình (thuộc Trung đoàn bộ binh 257, Sư đoàn 65) đã chiến đấu quyết liệt để đánh bật quân Đức khỏi ngôi nhà thờ trong làng, chiếm giữ một hỏa điểm có tầm bao quát rộng.
Mặc dù Tập đoàn quân cận vệ 10 và Tập đoàn quân 33 liên tục đột phá nhưng do pháo binh chưa chế áp hết các hỏa điểm của quân Đức nên trong ngày đầu tiên của chiến dịch, các sư đoàn bộ binh Liên Xô chỉ tiến lên được 4 km. Để thúc đẩy cuộc tấn công, cuối ngày 7 tháng 8, tướng V. D. Sokolovsky quyết định tung Tập đoàn quân 21 của tướng N. I. Krylov từ thê đội 2 vào trận tuyến, sớm 2 ngày so với dự kiến. Tuy nhiên, ngày 8 tháng 8, thống chế Walter Model đã điều động Sư đoàn xe tăng 5 và Sư đoàn bộ binh 131 của Quân đoàn xe tăng 56 từ hướng Zhizdra - Rogatschevo (???) kéo lên Spas Demensk phản kích. Đến ngày 9 tháng 8, các tập đoàn quân 5, 33 và cận vệ 10 chỉ đạt được kết quả rất hạn chế, đánh chiếm các cứ điểm Zamoshye, Gnezdilova, Sluzna nhưng vẫn bị quân Đức chặn lại cách tuyến xuất phát từ 2 đến 4 km. Trong ba ngày liền, Tập đoàn quân 33 (Liên Xô) dẫm chân tại chỗ trước cụm cứ điểm Spas Demensk rất mạnh của Quân đoàn 12 (Đức) nay lại được gia cố thêm bằng 2 trung đoàn xe tăng. Tiếp tục cố gắng phá vỡ thế bế tắc. Ngày 12 tháng 8, tướng V. D. Sokolovsky tung Quân đoàn xe tăng cận vệ 2 Tatsinskaya và Quân đoàn kỵ binh cận vệ 6 vào chiến đấu trong dải tấn công của Tập đoàn quân 33. Ngày 13 tháng 8, xe tăng và các kỵ binh Liên Xô đánh bật Sư đoàn xe tăng 5 và Sư đoàn bộ binh 260 (Đức) ra phía Tây Spas Demensk và chiếm thành phố. Tuyến phòng thủ thứ nhất của quân Đức đã bị chọc thủng một đột phá khẩu lớn xung quanh Spas Demensk.

### Ở hai bên sườn
Trên cánh Bắc của chiến dịch ngày 9 tháng 8, tướng Walter Model tung ra Sư đoàn xe tăng 2 và các sư đoàn bộ binh 36 và 56 chống lại Tập đoàn quân cận vệ 10 (Liên Xô). Từ ngày 9 đến ngày 13 tháng 8, Tập đoàn quân cận vệ 10 phải đánh lùi 8 đợt phản kích lớn của Sư đoàn xe tăng 2 và 3 sư đoàn bộ binh của Quân đoàn xe tăng 39 (Đức) nhưng vẫn không thể vượt qua cứ điểm Sluena (???). Tập đoàn quân 68 của tướng E. P. Zhuravlev được đưa từ thê đội 2 vào tác chiến cũng chỉ đẩy tốc độ tấn công lên được 2,5 đến 3 km/ngày. Ở cánh cực Bắc, Tập đoàn quân 5 (Liên Xô) cũng chỉ chiếm được một bàn đạp nhỏ tại Sikaryevo (???), nằm giữa hai con sông Osma và Ugra sau 10 ngày chiến đấu vất vả. Ngày 14 tháng 8, tướng V. D. Sokolovsky có một quyết định táo bạo, điều Quân đoàn cơ giới 5 từ vị trí dự bị tại phía sau Tập đoàn quân cận vệ 10 đến khu vực Kirov. Ngày 15 tháng 8, quân đoàn này đã phối hợp với Tập đoàn quân 10 mở cuộc đột kích dọc theo thung lũng số Borba lên phía Bắc, đánh vào phía Tây Spas Demensk và Bakhmutovo. Đòn đột kích vu hồi của Quân đoàn cơ giới 5 (Liên Xô) đã loại bỏ hoàn toàn tuyến phòng ngự đầu tiên của Quân đoàn bộ binh 12 và Quân đoàn xe tăng 56 (Đức). Ngày 16 tháng 8, các tập đoàn quân cận vệ 10, 33, 49 cũng đồng loạt mở cuộc tấn công sang phía Tây, đẩy cánh Nam của Tập đoàn quân 4 và cánh Bắc của Tập đoàn quân 9 (Đức) về tuyến phòng ngự thứ hai.
Ngày 14 tháng 8, Tập đoàn quân 50 do tướng I. V. Boldin chủ huy nằm ở phía cực Nam của Phương diện quân Tây đã mở hướng tấn công về Zhizdra, lặp lại các đòn tấn công không thành công trước đó hơn 1 năm và lần này, họ đã thu được thắng lợi đáng kể. Sau ba ngày tấn công, Tập đoàn quân 50 đã tiến lên được 25 km. Ngày 16 tháng 8, Sư đoàn bộ binh 413 của đại tá I. S. Khokhlov với sự yểm hộ của Trung đoàn xe tăng 233 đã đánh chiếm Zhizdra. Ngày 17 tháng 8, Tập đoàn quân 50 tiến ra tuyến sông Borba. Cuộc chiến đã biến Zhizdra từ một thị trấn nông trường khá sầm uất trước chiến tranh với hơn 15.000 dân và khoảng 2.000 nóc nhà trở thành một đống đổ nát tan hoang, hơn 4.000 người bị giết trong thời gian quân đội Đức Quốc xã chiếm đóng thị trấn. Hơn 3.000 người (phần lớn là thanh thiếu niên từ 15 đến 22 tuổi) bị quân Đức đưa đi lao động cưỡng bức tại các Holocaust ở Litva, Latvia, Estonia và Belarus. Trong hơn 2 tuần sau đó, các tiểu đoàn công binh 307, 308 đã làm việc cật lực và chịu thương vong vài chục người mới gỡ hết được số mìn mà quân Đức cài lại trong khu vực Zhizdra.
Thành công của Tập đoàn quân 50 mở ra một triển vọng mới cho Phương diện quân Bryansk. Từ Zhizdra, quân đội Liên Xô có thể triển khai các mũi tấn công uy hiếp bên sườn trái cụm quân Đức đang đóng trên khu vực Bryansk. Đòn tấn công này cũng tạo sự kết nối chặt chẽ giữa sườn trái của Phương diện quân Tây lúc này đã vượt sang phía Tây thêm 30 km và sườn phải của Phương diện quân Bryansk còn tụt lại phía sau. Đó là lý do mà ngày 17 tháng 8, Bộ Tổng tư lệnh tối cao Liên Xô ra lệnh chuyển thuộc Tập đoàn quân 50 cho Phương diện quân Bryansk, đồng thời điều chỉnh tuyến phân giới giữa hai phương diện quân dịch lên phía Bắc 30 km, sát ngoại ô phía Nam thành phố Kirov.

### Thất bại của Quân đoàn cơ giới 5
Trong khi Tập đoàn quân 50 mở hướng tấn công vè phía Nam thì ngày 15 tháng 8, Tập đoàn quân 10 tiếp tục tấn công theo sau Quân đoàn cơ giới 5 mở đường về Vorontsovo. Ngày 17 tháng 8, tại khu vực phía Đông Vorontsovo, không quân Đức đã mở 5 trận tập kích vào đội hình Quân đoàn cơ giới 5, đánh thiệt hại nặng quân đoàn này. Không còn xe tăng mở đường, Tập đoàn quân 10 (Liên Xô) phải dừng lại trước tuyến phòng thủ thứ hai của quân Đức tại Tserkovshchina, Gurikovo (???), Malye Savka. Quân đoàn cơ giới 5 được rút khỏi mặt trận để đưa về lực lượng dự bị củng cố lại. Ở cánh giữa, các tập đoàn quân cận vệ 10, 33, 21, 68 và 49 sau khi đánh lùi các đợt phản kích của 2 sư đoàn xe tăng và 7 sư đoàn bộ binh Đức cũng kiệt sức, phải dừng lại củng cố phòng ngự trên tuyến Terekino (???), Potapovo, Ilovets. Do Chiến dịch tấn công Dukhovshina-Demidov lần thứ nhất của Phương diện quân Kalinin đánh không thắng đã bị sớm đình chỉ ngày 18 tháng 8, Tập đoàn quân 5 và Tập đoàn quân 68 (Liên Xô) không thể tiếp tục mạo hiểm tấn công sang phía Tây trong khi Quân đoàn bộ binh 9 (Đức) vẫn liên tục phản kích nhằm chiếm lại bàn đạp Sikarevo (???). Ngày 20 tháng 8, tướng V. D. Sokolovsky ra lệnh tạm dừng chiến dịch.

## Kết quả và đánh giá

### Kết quả
Mặc dù phải dừng lại giữa chừng như kết quả chiến dịch Spas-Demensk đã đem lại cho Phương diện quân Tây một địa bàn quan trọng để tiếp tục triển khai tấn công. Spas-Demensk là một đầu mối giao thông đường sắt đường bộ lớn và do đó, mắt xích quan trọng trên tuyến phòng thủ đầu tiên của Cụm tập đoàn quân Trung tâm (Đức) trên hướng Tây Moskva. Từ khu vực này, quân đội Liên Xô có thêm một bàn đạp để tấn công lên hướng Yelnya, tiếp tục bóc gỡ tuyến phòng thủ đầu tiên của quân Đức. Chiếm được Spas-Demensk quân đội Liên Xô đã mở ra cánh cửa quan trọng để tiếp cận Roslavl, một cụm cứ điểm quan trọng trên tuyến phòng thủ thứ hai của Cụm tập đoàn quân Trung tâm (Đức) và xóa bỏ nguy cơ từ sườn phía Bắc đối với các tập đoàn quân 10 và 50 đang phòng ngự tại chỗ lồi Sukhinichi - Kirov. Từ đó, Phương diện quân Tây có thể hỗ trợ cho Phương diện quân Bryansk (Phương diện quân có binh lực yếu nhất trên hướng Tây) tiếp tục tấn công để yểm hộ cho sườn trái của chính mình.

### Đánh giá
Phương diện quân Tây và Phương diện quân Kalinin (Liên Xô) vẫn mắc phải những sai lầm trước đây đã diễn ra trong các chiến dịch tại khu vực Rzhev-Vyazma một năm trước đó. Đó là sự hiệp đồng không tốt giữa hai phương diện quân. Trong chiến dịch này, Phương diện quân Tây đã thu được nhiều kết quả khả quan sau hai tuần tấn công. Thế nhưng Phương diện quân Kalinin đã không thể tiến lên dù chỉ một bước để "chia lửa" với "người hàng xóm láng giềng". Vì vậy, Tập đoàn quân 9 (Đức) có điều kiện thuận lợi để chuyển một phần lực lượng phòng thủ từ phía Bắc (trong đó có 1 sư đoàn xe tăng) để chống lại cuộc tấn công của Phương diện quân Tây. Trong khi đó, Phương diện quân Bryansk bị hút vào các trận đánh trên khu vực Mtsensk - Oryol đã phải giữ cánh phải của họ ở tư thế phòng ngự nhằm bảo đảm cho Chiến dịch Kutuzov giành được thắng lợi.
Đánh giá về những thất lợi trong giai đoạn đầu của Chiến dịch smolensk (1943), nguyên soái Tư lệnh pháo binh Liên Xô N. N. Voronov viết:
| “                | 1. Bộ Tổng Tư lệnh Tối cao Lục quân Đức Quốc xã OHK biết rõ về cuộc tấn công của Hồng quân và đã tích cực chuẩn bị. 2. Các phòng tuyến của quân Đức được xây dựng tốt đến mức khác thường, với những hỏa điểm được bố trí kỹ lưỡng cùng với hệ thống chiến hào, hàng rào kẽm gai và những bãi mìn. 3. Một số Sư đoàn bộ binh của Hồng quân không được huấn luyện tốt để tấn công các hệ thống phòng thủ nhiều tầng nhiều lớp như ở chiến dịch Smolensk; nhất là các sư đoàn dự bị với quá trì huấn luyện không phải lúc nào cũng được giám sát kỹ lưỡng. 4. Hồng quân không có đủ xe tăng để tấn công quân Đức, vì vậy các chỉ huy Hồng quân buộc phải dựa nhiều vào các đơn vị pháo binh, bộ binh và số pháo cối của bộ binh để phá vỡ các phòng tuyến của quân Đức. Đồng thời các đợt phản kích liên tục cùng những bãi mìn bố trí dày đặc khắp phòng tuyến của quân Đức đã làm chậm bước tiến của Hồng quân. 5. Các trung đoàn và sư đoàn Hồng quân không tương tác tốt với nhau. Các đợt tấn công nhiều khi bị dừng lại bất chợt, và nhiều trung đoàn có xu hướng né tránh chiến sự và dồn hết gánh nặng cho các đơn vị khác. 6. Một số chỉ huy Hồng quân đã mất tinh thần trước các đợt phản kích liên tục của quân Đức và điều này khiến hành động của họ trở nên thiếu chính xác và mất bình tĩnh, bất chấp quân số của họ lớn hơn quân số của phát xít Đức rất nhiều. 7. Các đơn vị bộ binh không tận dụng tốt các vũ khí cá nhân của họ (ví dụ các loại súng máy hạng nặng và súng cối hạng nhẹ) mà dựa dẫm quá nhiều vào pháo binh. 8. Việc chiến dịch Smolensk bị dời từ ngày 3 đến ngày 7 tháng 8 đã khiến quân Đức có thêm thời gian chuẩn bị đối phó. | ” |
| — N. N. Voronov. | |   |

N. N. Voronov cũng vạch ra những thiếu sót sơ đẳng trong việc sử dụng pháo binh. Trước hết là sự thiếu đồng bộ về thời gian khai hỏa. Pháo binh của Tập đoàn quân 33 khai hỏa sớm hơn thời điểm quy định đến 7 phút, trong khi pháo binh của Tập đoàn quân cận vệ 10 lại khai hỏa chậm trễ 5 phút. Tiếp theo là công tác trinh sát tiến hành khá ẩu, các trinh sát pháo binh đã "bỏ sót" các trận địa súng cối của quân Đức nên pháo binh Liên Xô không bố trí hỏa lực pháo binh chế áp các trận địa này. Do đó, hỏa lực súng cối của quân Đức gây nhiều thương vong cho bộ binh Liên Xô. Cuối cùng là việc tính toán phần tử bắn của pháo binh cũng thiếu chính xác, góc bắn và phương vị bị lệch chuẩn khá lớn nên hiệu quả chế áp pháo binh Đức đạt thấp.
Một điểm sáng đáng ghi nhận của chiến dịch là việc tướng V. D. Sokolovsky điều Quân đoàn cơ giới 5 từ hướng Vekitnovo xuống Kirov để phối hợp với Tập đoàn quân 10 đánh vu hồi vào phía Nam cụm phòng thủ Spas-Demensk - Bakhmutovo của quân Đức. Dù phải cơ động đường vòng mất một ngày nhưng đòn đánh tạt sườn của Tập đoàn quân 10 và Quân đoàn xe tăng 5 đã loại bỏ hoàn toàn tuyến phòng thủ của quân Đức tại Bakhmutovo. Tuy nhiên, ngay sau đó, Quân đoàn xe tăng này đã bị chặn lại phía trước Vorontsovo và bị thiệt hại nặng do thiếu không quân tiêm kích yểm hộ và lực lượng pháo phòng không không theo kịp cuộc tấn công. Việc dừng chiến dịch của tướng V. D. Sokolovsky cũng là một quyết định chính xác. Nếu tiếp tục tấn công mà không có sự phối hợp của Phương diện quân Kalinin trong khi Tập đoàn quân 50 được chuyển giao cho Phương diện quân Bryansk và Quân đoàn cơ giới 5 vừa bị loại khỏi vòng chiến, Phương diện quân Tây có thể sẽ phải trả giá như những thất bại trong năm 1942 khi họ tấn công vào chỗ lồi Rzhev-Vyazma.